# Métropole orthodoxe roumaine d'Allemagne et d'Europe centrale et du Nord
Pour les articles homonymes, voir Métropole orthodoxe roumaine.
La métropole orthodoxe roumaine d'Allemagne et d'Europe centrale et du Nord est une juridiction de l'Église orthodoxe roumaine dont le siège est à Nuremberg en Allemagne, où l'église Saint-Démétrien (ro) (Biserica Sfântul Dumitru) a été consacrée cathédrale en 2006.
La métropole est depuis 1994 dirigée par Mgr Séraphin (Joanta) (ro), archevêque et métropolite. Il est membre du Saint Synode de l'Église orthodoxe roumaine.